# Chiesa di Nostra Signora della Consolazione (San Paolo)
La chiesa di Nostra Signora della Consolazione è una chiesa cattolica della città di San Paolo del Brasile.

## Storia
L'edificio attuale venne eretto tra il 1909 e il 1959 secondo il progetto dell'ingegnere di origine tedesca Maximilian Emil Hehl laddove sorgeva la chiesa originaria, costruita nel 1799 e modificata nel corso del XIX secolo.

## Descrizione
La chiesa presenta uno stile eclettico con influenze neoromaniche, neobizantine e neogotiche.